# 2967 Vladisvyat
2967 Vladisvyat је астероид главног астероидног појаса са пречником од приближно 31,24 .
Афел астероида је на удаљености од 3,624 астрономских јединица (АЈ) од Сунца, а перихел на 2,770 АЈ.
Ексцентрицитет орбите износи 0,133, инклинација (нагиб) орбите у односу на раван еклиптике 18,019 степени, а орбитални период износи 2088,338 дана (5,717 година).
Апсолутна магнитуда астероида је 11,00 а геометријски албедо 0,072.
Астероид је откривен 19. септембра 1977. године.